# 叶卫东
叶卫东（1939年1月10日—），原名叶冬初，笔名叶舟，曾任湖南省革命委员会副主任，是第四届全国人大代表。

## 生平
湖南省宁远县人，1961年本科毕业于湖南师范学院（现湖南师范大学），任教于长沙一中、湖南大学，文革中是湘江风雷主要负责人，1968年4月任湖南省革命委员会副主任。1974年2月被选为第四届全国人大代表，4月加入中国共产党。1977年3月8日停职审查。1982年被以颠覆政府罪判刑十三年，1987年提前获释，任湖南图书情报学校教师。湖南图书情报学校并入湖南师范大学后，1992年转任湖南师范大学文学院讲师。主编《湖南中学生优秀作文选》。

## 轶事
1967年2月湖南省军区抓捕叶卫东的理由之一是，叶卫东称毛泽东思想也可以一分为二。1967年8月4日戚本禹接见湖南造反派代表时称，他对毛泽东说：“如果说毛泽东思想有好的，有坏的，这是反毛泽东思想。但他（叶卫东）说的意思是毛泽东思想是不断发展的，这是正确地阐述毛泽东思想。毛泽东思想是不断发展的，不断发展就是一分为二。”毛泽东回答：“我同意这样理解，我的思想为什么不能一分为二呢？”